# 王顺卿 (1964年)
王顺卿（1964年7月—），男，北京人，中华人民共和国外交官，曾任中华人民共和国驻斯洛文尼亚共和国特命全权大使。

## 生平
1988年，王顺卿毕业于德国海德堡大学，进入中华人民共和国外交部工作，先后在外交部西欧司、驻奥地利大使馆、驻德国大使馆、驻苏黎世总领事馆、外交部欧洲司任职。2007年，任驻奥地利大使馆参赞。2011年12月，出任中华人民共和国驻慕尼黑总领事。2013年，任外交部欧洲司副司长。2016年7月，出任中华人民共和国驻法兰克福总领事。2018年12月，出任中华人民共和国驻斯洛文尼亚大使。2024年12月，自驻斯洛文尼亚大使离任。

## 家庭
已婚，有一子。